# Paola Grizzetti
Paola Grizzetti-Calabrese (Locate Varesino, 25 ottobre 1965) è un'ex canottiera e allenatrice di canottaggio italiana.

## Biografia
Nata a Locate Varesino, in provincia di Como, nel 1965, ha iniziato a remare a 15 anni.
A 18 anni ha preso parte ai Giochi olimpici di Los Angeles 1984, nel quattro di coppia, insieme ad Alessandra Borio, Raffaella Memo, Donata Minorati e alla timoniera Roberta Del Core, venendo sostituita in seguito da Antonella Corazza, con cui le quattro hanno chiuso in sesta posizione in 3'21"48.
Dopo il ritiro dall'attività agonistica è stata CT della nazionale italiana di Adaptive Rowing, canottaggio paralimpico, ruolo che ha ricoperto fino al 2013. In seguito ha svolto lo stesso ruolo per la nazionale israeliana.
È stata sposata con Giovanni Calabrese, anche lui canottiere, bronzo a Sydney 2000 nel 2 di coppia.